# سیکلید افرا
سیکلید افرا یا سیکلید دندان سگی با نام علمی Cynotilapia afra، گونه کوچکی از سیکلیدماهیان دریاچه مالاوی در شرق آفریقا است که در زیستگاه‌های سنگی یافت می‌شود.
نامگذاری این جنس به نام سیکلید دندان سگی (نام رایج آن) به دلیل دندان‌های تک لختی مخروطی تیز و منحصر به فرد این جنس در میان گونه‌های دریاچه مالاوی است. این سیکلید مبونا محدوده pH بین ۷٫۵ الی ۸٫۵ و محدوده دمایی ۲۳–۲۷ درجه سانتیگراد را ترجیح می‌دهد.
سیکلید افرا بدنی کشیده با نوارهای آبی و مشکی عمودی دارد. با این حال، بسته به منطقه ای که ماهی در آن زندگی می‌کند، الگوهای رنگی مختلفی وجود دارد، به عنوان مثال، ماهی نر از Cobue (معمولاً با املای Kobwe یا Cobwe دیده می‌شود) که در تصویر دیده می‌شود هیچ شباهتی با ماهی ساکن Jalo Reef که هیچ رنگ زردی در بدن ندارند اما دارای یک باله پشتی زرد رنگ هستند، ندارد. سایر جمعیت‌ها به هیچ وجه نقاط برجسته زرد ندارند. نرها می‌توانند تا ۱۰ سانتیمتر رشد کنند. ماده‌ها معمولاً تا حدودی کوچکتر هستند. مانند سایر سیکلیدهای دریاچه مالاوی، افراها نیز دهان پرور هستند. نرها از قلمروهای خود در نزدیکی غارهایی بین توده‌های سنگ هاست دفاع می‌کنند و از جلبک‌ها و میکرو ارگانیسم‌های روی سنگ‌ها تغذیه می‌کنند. در مقابل ماده‌ها در وسط آب جمع می‌شوند و از پلانکتون تغذیه می‌کنند.
افراهایی با سایر رنگ‌های محبوب دارند که اسامی آنها بدین شرح هستند: Chewere, Chinuni, Chitande, Chuanga, Likoma, Lumbila, Lundu, Lupingu, Mbenji, Metangula, Minos Reef, Msobo, Ndumbi, Njambe, Nkhata Bay و Nkolongwe.

## نگهداری در آکواریوم
مانند بسیاری از مبوناها، افرا نیز یک ماهی تهاجمی و قلمرو طلب است که باید فقط تک گونه یا با سایر مبوناها در یک آکواریوم نگهداری شود. اگر با گ. نه‌های دیگر در یک جا نگهداری می‌شوند، اغلب بهتر است که از گونه‌هایی با ظاهر مشابه خودداری شود. روش دیگر و معمول، نگهداری یک نر با چند ماده است، زیرا افراها علاقمند به حرمسرا و چندهمسری هستند. چیدمان مخزن باید بگونه ای باشد که فضای باز و کافی برای شنا داشته و دارای پناهگاه‌ها و نقاط تاریک زیادی برای پنهان شدن باشد.